# Clásico de Wuxi
El Clásico de Wuxi fue un torneo profesional de snooker que se celebró en la ciudad china de Wuxi entre 2008 y 2014. Tan solo fue de ranking en las tres últimas ediciones. Neil Robertson, que se impuso 10-9 a Joe Perry en la final de la de 2014, quedó como último ganador.

## Historia

### Ganadores
| Año                                | Ganador        | Resultado | Subcampeón     | Referencias |
| ---------------------------------- | -------------- | --------- | -------------- | ----------- |
| Clásico de Jiangsu (de invitación) |                |           |                |             |
| 2008                               | Ding Junhui    | 6-5       | Mark Selby     | [ 1 ]       |
| 2009                               | Mark Allen     | 6-0       | Ding Junhui    | [ 1 ]       |
| Clásico de Wuxi (de invitación)    |                |           |                |             |
| 2010                               | Shaun Murphy   | 9-8       | Ding Junhui    | [ 5 ]       |
| 2011                               | Mark Selby     | 9-7       | Ali Carter     | [ 6 ]       |
| Clásico de Wuxi (de ranking)       |                |           |                |             |
| 2012                               | Ricky Walden   | 10-4      | Stuart Bingham | [ 3 ]       |
| 2013                               | Neil Robertson | 10-7      | John Higgins   | [ 4 ]       |
| 2014                               | Neil Robertson | 10-9      | Joe Perry      | [ 2 ]       |